# Remiz
Genre
Remiz est un genre de passereaux qui comprend quatre espèces eurasiatiques appartenant à la famille des Remizidae.

## Liste des espèces
D'après la classification de référence (version 2.2, 2009) du Congrès ornithologique international (ordre phylogénique) :
- Remiz pendulinus – Rémiz penduline
- Remiz macronyx – Rémiz à tête noire
- Remiz coronatus – Rémiz couronnée
- Remiz consobrinus – Rémiz de Chine

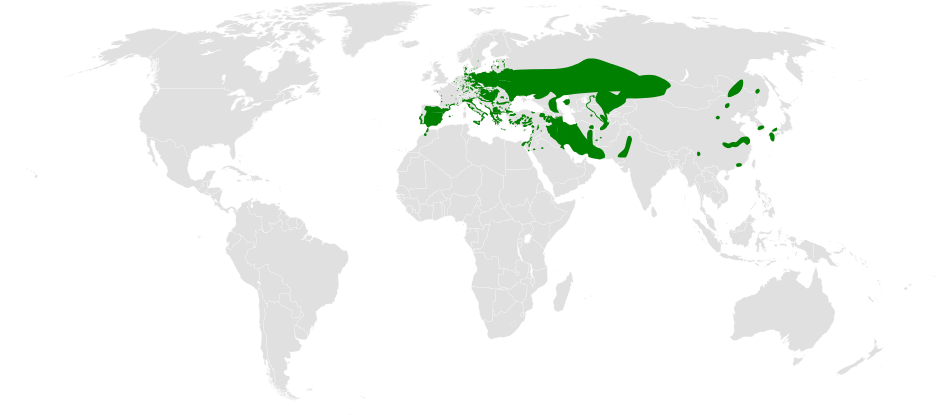
Carte de répartition des espèces du genre.